# Haltepunkt Dortmund Germania
Der Haltepunkt Dortmund Germania ist ein Haltepunkt der Deutschen Bahn im Stadtbezirk Lütgendortmund der Stadt Dortmund in Nordrhein-Westfalen. Er ist nach der nahegelegenen ehemaligen Zeche Germania benannt.

## Geschichte

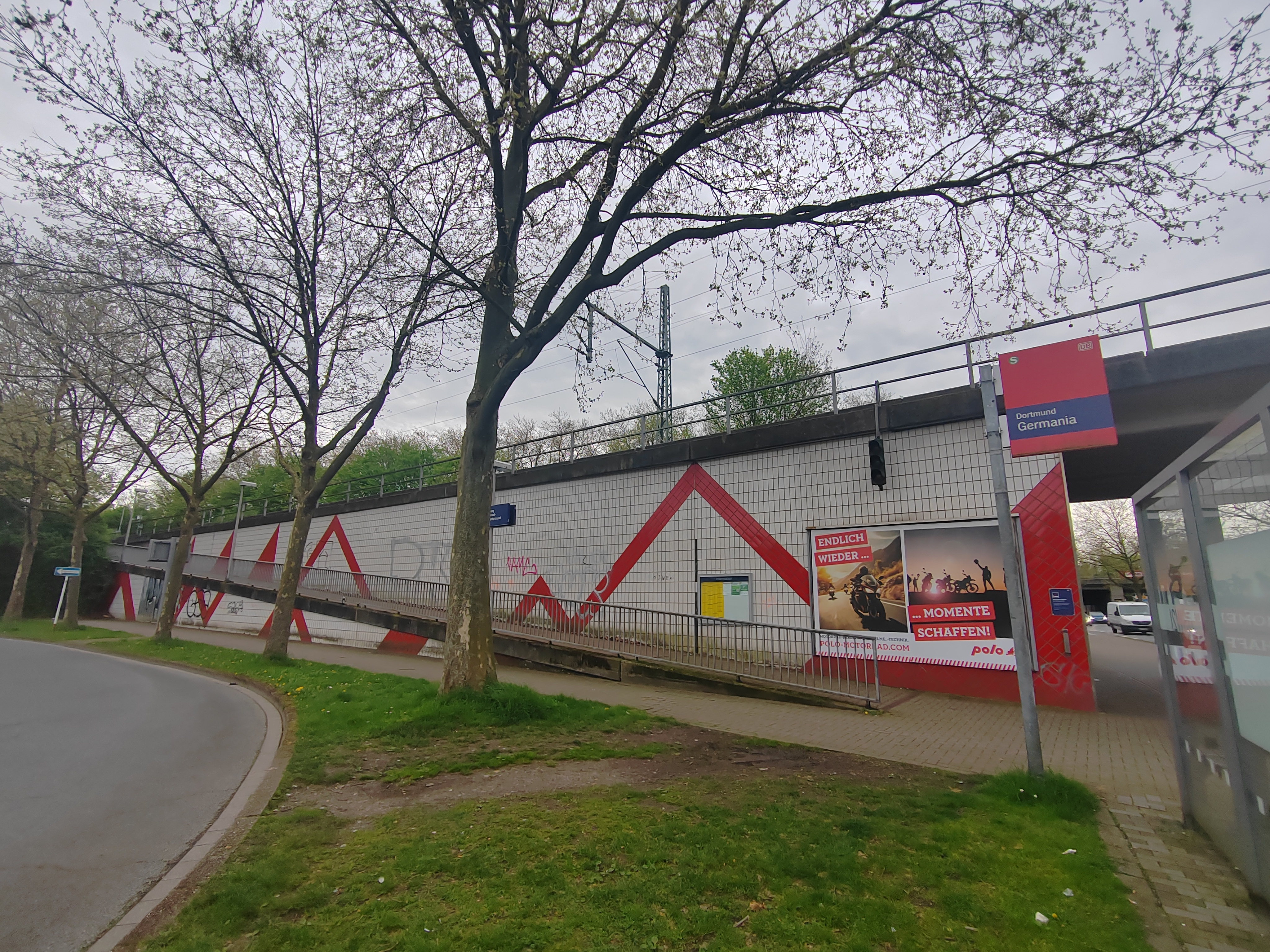
Außenansicht des Haltepunkts

Der Haltepunkt wurde am 30. August 1987 an der S-Bahn-Strecke Dortmund-Lütgendortmund – Dortmund-Dorstfeld eröffnet. Der Streckenabschnitt zwischen Dortmund-Marten Süd und Dortmund Germania war zuvor bis zum 28. August 1987 vollständig elektrifiziert worden. Der ursprüngliche Name des Haltepunkts war Dortmund-Lütgendortmund, am 29. Mai 1988 wurde er in Dortmund Germania umbenannt. Bis 1993 war Dortmund Germania der westliche Endpunkt der S-Bahn-Linie S4. Am 23. Mai 1993 ging die Verlängerung der S-Bahn-Strecke von Germania bis zum neuen, unterirdischen Bahnhof Dortmund-Lütgendortmund in Betrieb.

## Verkehr
| Linie | Verlauf | Takt                                              |
| ----- | --- | ------------------------------------------------- |
| S 4   | DO-Lütgendortmund – DO-Somborn – DO Germania – DO-Marten Süd – DO-Dorstfeld – Dortmund West – DO-Möllerbrücke – DO-Stadthaus – DO-Körne West – DO-Körne – DO-Knappschaftskrankenhaus – DO-Brackel – DO-Asseln Mitte – DO-Wickede West – DO-Wickede – Massen – Unna-Königsborn – Unna West – Unna Stand: Fahrplanwechsel Dezember 2023 | 30 min 15 min (Lütgendortmund–Königsborn zur HVZ) |

Die Bushaltestelle am Haltepunkt wird von der von DSW21 betriebenen und hier startenden bzw. endenden Buslinie 440 (Aplerbeck – Germania) sowie von den Buslinien 462 (Huckarde – Barop), 463 (Marten – Lütgendortmund) und 470 (Oespel – Mengede) angefahren.